# Canon T50
La Canon T50 è una fotocamera SLR a pellicola 35 mm. Fu commercializzata da marzo 1983 fino a dicembre del 1989.

## Caratteristiche
Dopo il picco di vendite fatto registrare nel 1981, il mercato delle macchine fotografiche reflex di formato 135 stava attraversando un periodo di crisi. L'uscita di un modello destinato al grande pubblico dei fotoamatori dilettanti, quindi particolarmente facile da usare, fu visto come una valida soluzione in grado di risollevare un settore in affanno.
Questa fotocamera ha una vocazione prettamente amatoriale, infatti presenta solo l'esposizione automatica programmata ed un solo tempo manuale: 1/60 s (destinato principalmente all'uso del flash elettronico). Il passaggio da una modalità all'altra avviene tramite la ghiera di selezione dei diaframmi, posta sull'obiettivo: in posizione A (o AE) la macchina fotografica passa alla modalità programmata, mentre scegliendo un qualsiasi valore di diaframma l'apparecchio passa alla modalità manuale.
Accanto al pulsante di scatto è presente un selettore a ghiera, con quattro posizioni che corrispondono alle principali funzioni della fotocamera: SELF (autoscatto), PROGRAM (per l'uso normale), L (lock, cioè blocco, equivalente ad OFF) ed infine B.C. (battery check).
A sinistra del pentaprisma si trovano il selettore della sensibilità della pellicola, e la manovella per il riavvolgimento del rullino. L'avanzamento dei fotogrammi avviene invece grazie ad un apposito motorino, integrato nel corpo-macchina.
La messa a fuoco è solo manuale. Lo schermo di messa a fuoco nel mirino presenta un'immagine spezzata al centro, con una corona di microprismi.
L'alimentazione avviene tramite due pile stilo alcaline. L'autonomia delle batterie è di circa 50 rullini da 36 pose, o di circa 75 da 24.
A differenza dei modelli Canon della serie precedente, dotati di un otturatore a tendine in stoffa a scorrimento orizzontale, i modelli della serie T presentano un otturatore a lamelle metalliche a spostamento verticale. A dire il vero, questa soluzione non ha comportato che un modesto miglioramento prestazionale nella capostipite T50, ma di rilievo nei modelli successivi.
Assieme a questa macchina fotografica, la Canon ha messo in commercio un nuovo flash, il modello Speedlite 244T. Esso è in grado di emettere un pre-lampo infrarosso con cui misurare la distanza del soggetto, e conseguentemente calcolare il diaframma per una corretta esposizione. Lo stesso accessorio presenta un selettore della sensibilità della pellicola, e consente da 100 e 400 ISO.